# 香川縣議會
香川縣議会（かがわけんぎかい）是香川縣的縣議會。本議會由議會運營委員會、常任委員會、特別委員會及事務局構成。